# Professional'nyj Basketbol'nyj klub CSKA 2015-2016
Questa voce raccoglie le informazioni riguardanti il Professional'nyj Basketbol'nyj klub CSKA nelle competizioni ufficiali della stagione 2015-2016.

## Stagione
La stagione 2015-2016 del Professional'nyj Basketbol'nyj klub CSKA è la 25ª nel massimo campionato russo di pallacanestro, la VTB United League.

## Roster
Aggiornato al 12 luglio 2019
| PBK CSKA Mosca 2015-16 | PBK CSKA Mosca 2015-16 |
| Giocatori              | Staff tecnico          |
| ---------------------- | ---------------------- |

| N. | Naz.                                       | Ruolo | Nome               | Anno | Alt.   | Peso   |  |
| -- | ------------------------------------------ | ----- | ------------------ | ---- | ------ | ------ |  |
| 1  | Francia (bandiera)                         | P     | Nando de Colo      | 1987 | 196 cm | 91 kg  |  |
| 2  | Bielorussia (bandiera) · Russia (bandiera) | A     | Anton Astapkovič   | 1994 | 202 cm | 91 kg  |  |
| 3  | Russia (bandiera)                          | GA    | Dmitrij Kulagin    | 1992 | 198 cm | 89 kg  |  |
| 4  | Serbia (bandiera)                          | P     | Miloš Teodosić     | 1987 | 195 cm | 87 kg  |  |
| 7  | Russia (bandiera)                          | G     | Vitalij Fridzon    | 1985 | 194 cm | 81 kg  |  |
| 8  | Stati Uniti (bandiera)                     | AP    | Demetris Nichols   | 1984 | 203 cm | 96 kg  |  |
| 9  | Stati Uniti (bandiera)                     | PG    | Aaron Jackson      | 1986 | 190 cm | 83 kg  |  |
| 12 | Uzbekistan (bandiera) · Russia (bandiera)  | C     | Pavel Korobkov     | 1989 | 206 cm | 99 kg  |  |
| 13 | Russia (bandiera)                          | C     | Ivan Lazarev       | 1991 | 210 cm | 105 kg |  |
| 15 | Ucraina (bandiera)                         | C     | V"jačeslav Kravcov | 1987 | 213 cm | 118 kg |  |
| 19 | Regno Unito (bandiera)                     | C     | Joel Freeland      | 1987 | 210 cm | 112 kg |  |
| 20 | Russia (bandiera)                          | AG    | Andrej Voroncevič  | 1987 | 207 cm | 107 kg |  |
| 22 | Stati Uniti (bandiera)                     | AP    | Cory Higgins       | 1986 | 196 cm | 93 kg  |  |
| 30 | Russia (bandiera)                          | PG    | Michail Kulagin    | 1994 | 191 cm | 93 kg  |  |
| 31 | Russia (bandiera)                          | AG    | Viktor Chrjapa (C) | 1982 | 204 cm | 101 kg |  |
| 41 | Russia (bandiera)                          | A     | Nikita Kurbanov    | 1986 | 202 cm | 99 kg  |  |
| 42 | Stati Uniti (bandiera)                     | C     | Kyle Hines         | 1986 | 198 cm | 111 kg |  |
| -  | Russia (bandiera)                          | G     | Aleksandr Gavrilov | 1996 | 195 cm | 80 kg  |  |
| -  | Russia (bandiera)                          | AP    | Artem Vostrikov    | 1996 | 198 cm | 94 kg  |  |

| Allenatore |
| - Dīmītrīs Itoudīs                                                                                               |
| Assistente/i |
| - Anton Judin - Darryl Middleton - Andreas Pistiolīs Legenda - (C) Capitano - (IN) Inattivo - Infortunato Roster |

## Mercato

### Sessione estiva
| Acquisti | Acquisti           | Acquisti             | Acquisti      | Acquisti |
| R.a      | Nome               | da                   | Modalità      |          |
| -------- | ------------------ | -------------------- | ------------- | -------- |
| C        | Ivan Lazarev       | Zenit S. Pietroburgo | definitivo    |          |
| C        | Joel Freeland      | Portland T. Blazers  | definitivo    |          |
| PG       | Michail Kulagin    | Rossiya Novogorsk    | definitivo    |          |
| C        | V"jačeslav Kravcov | Foshan Long-Lions    | definitivo    |          |
| G        | Dmitrij Kulagin    | Zenit S. Pietroburgo | definitivo    |          |
| A        | Nikita Kurbanov    | Lokomotiv Kuban'     | definitivo    |          |
| AP       | Cory Higgins       | Gaziantep BŞB        | definitivo    |          |
| AG       | Aleksandr Gudumak  | Kr. Kryl. Samara     | fine prestito |          |

| Cessioni | Cessioni               | Cessioni            | Cessioni       | Cessioni |
| R.       | Nome                   | a                   | Modalità       |          |
| -------- | ---------------------- | ------------------- | -------------- | -------- |
| GA       | Manuchar Mark'oishvili | Darüşşafaka         | rescissione    |          |
| AP       | Sonny Weems            | Phoenix Suns        | fine contratto |          |
| AG       | Andrej Kirilenko       |                     | ritirato       |          |
| A        | Aleksej Zozulin        | Lokomotiv Kuban'    | fine contratto |          |
| P        | Ivan Strebkov          | Nižnij Novgorod     | fine contratto |          |
| C        | Saša Kaun              | Cleveland Cavaliers | fine contratto |          |
| AG       | Aleksandr Gudumak      | Sakhalin            | prestito       |          |

### Dopo l'inizio della stagione
| Acquisti | Acquisti | Acquisti | Acquisti | Acquisti |
| R.       | Nome     | da       | Data     | Modalità |
| -------- | -------- | -------- | -------- | -------- |

| Cessioni | Cessioni           | Cessioni  | Cessioni         | Cessioni       |
| R.       | Nome               | a         | Data             | Modalità       |
| -------- | ------------------ | --------- | ---------------- | -------------- |
| C        | V"jačeslav Kravcov | Saragozza | 26 dicembre 2015 | fine contratto |